# Kotlina Ľadového plesa
Kotlina Ledového plesa ( polsky Zmarzła Kotlina německy Eisseekessel, Kessel des Eissess maďarsky Jegestavi völgy je kotlina v horní části Zlomísk, nad jezerních prahem Ledového plesa Mengusovského, ohraničená jihozápadním vedlejším hřebenem Západního železného štítu po Končistú a západním hřebenem jižního vrcholu Končistá ve Vysokých Tatrách. 

## Topografie
Dolina sousedí:
- na severu s Rumanovou dolinkou ,
- na západě s Kotlinou pod Dračím sedlom,
- na jihozápadě se Zlomiskovou rovňou,
- na severozápadě se Železnou kotlinou. [1]

## Plesa
Ľadové pleso Mengusovské 

## Název
Název kotlině dalo Ľadové pleso Mengusovské, které leží ve stínu okolních štítů, je velmi studené a bývá do léta pokryté ledem. 